# زیوه (سیلوانه)
زیوه، روستایی است از توابع بخش سیلوانه و در شهرستان ارومیه استان آذربایجان غربی ایران.که مردم آن کورد هستند.

## جمعیت
این روستا در دهستان مرگور قرار داشته و بر اساس سرشماری سال ۱۳۸۵ جمعیت آن ۹۸۷ نفر (۱۸۸ خانوار)
بوده‌است. زیوه در فاصله ۵۰ کیلومتری ارومیه قرار دارد.